# Аллан, Пьер Александр Жозеф
Пьер Александр Жозеф Аллан (Аллен, фр. Pierre Alexandre Joseph Allent; 9 августа 1772 года, Сент-Омер — 5 июля 1837 года, Париж) — французский военный инженер и военный писатель, бригадный генерал (1814), генерал-лейтенант (1815, при Первой реставрации), пэр Франции (1832).

## Биография
Пьер Александр Жозеф Аллан родился 9 августа 1772 года в Сент-Омере (современный департамент Па-де-Кале). С началом Французской революции, 19-летний Аллан записался канониром-добровольцем в полк волонтёров Па-де-Кале и участвовал в бомбардировке Лилля в октябре 1792 года. Лазар Карно, организатор новой французской армии, заметил способности Аллана, вызвал его в Париж в топографический кабинет и дал ему ряд важных поручений. Наполеон назначил его секретарём военного комитета, ответственного за рассмотрение планов национальной обороны. С самого начала Аллан входил в Объединенный комитет по общественным работам и являлся его членом в течение тридцати лет.
Во время обороны Парижа в 1814 году генерал Аллан возглавлял штаб Национальной гвардии Парижа и был заместителем Жозефа Бонапарта, брата Наполеона. Чтоб прояснить вопрос с его званием, в январе 1814 года он был произведён в бригадные генералы (до этого Аллан 20 лет занимал высокие военно-административные посты формально находясь в офицерском звании).
После падения Парижа и Первой реставрации Бурбонов, Аллан был произведён в генерал-лейтенанты и назначен начальником штаба Национальной гвардии всей Франции и генерал-инспектором Национальной гвардии. С 1817 по 1819 год Аллен был заместителем королевского военного министра (маршала Сен-Сира). С 1819 года был членом Государственного Совета, с 1828 года также членом Палаты Депутатов от Па-де-Кале, а с 1832 года — пэром Франции и членом Палаты пэров. 
Генерал-лейтенант Аллен скончался в Париже и был похоронен на кладбище Пер-Лашез, участок 10.

## Награды
- Кавалер ордена Святого Людовика  (6 января 1815).
- Командор ордена Почётного легиона (22 мая 1825).

## Военно-исторические сочинения
Генерал Аллен планировал создать труд «История французского военно-инженерного корпуса» («Histoire du corps impérial du génie»),  но, в результате, опубликована (в 1805 году, в Париже) была только первая его часть: «От зарождения современной фортификации до конца правления Людовика XIV» («Depuis l'origine de la fortification moderne jusqu'à la fin du règne de Louis XIV»). Эта книга включает, в частности, пордобное исследование жизни и деятельности выдающегося фортификатора маршала Вобана.
Среди других его сочинений примечательно:
- «Précis de l’histoire des arts et des institutions militaires en France depuis des Romains» (1808).

А также:
- «Mémoire sur la réunion de l'Artillerie et du Génie, adressé au premier Consul de la République Française» (1800).